# Fanny Leander Bornedal
Fanny Leander Bornedal, född 24 juli 2000, är en dansk skådespelare. Hon är dotter till den danska regissören Ole Bornedal.
Koppel har bland annat medverkat i filmen Nattvakten – Demons are Forever. Hon har även medverkat i TV-serierna Bron och Den andra världen.

## Filmografi (i urval)
- 2016 – Den andra världen (TV-serie)
- 2018 – Bron (TV-serie)
- 2022 – Carmen Curlers (TV-serie)
- 2023 – Nattvakten – Demons are Forever
- 2025 – Begravda hemligheter (TV-serie)